# Krajewski, Pesant & Company
Krajewski, Pesant & Company war ein US-amerikanischer Hersteller von Automobilen.

## Unternehmensgeschichte
Das Unternehmen hatte seinen Sitz in Brooklyn im US-Staat New York. Die Fabrik wurde Erie Basin Iron Works genannt.  Es stellte zwischen 1898 und 1900 einige Automobile her. Der Markenname lautete Krajewski-Pesant.
Es ist nicht bekannt, wann das Unternehmen aufgelöst wurde. Es gibt ein Foto des Werks, das auf 1910 datiert ist.

## Fahrzeuge
Im Angebot stand nur ein Modell. Es hatte einen Ottomotor.